# Zdeněk Hoření

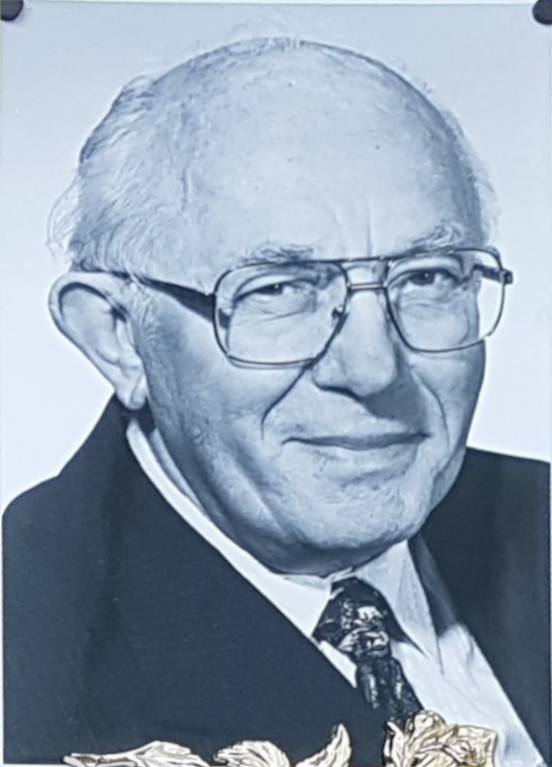
Zdeněk Hoření (2021)

Zdeněk Hoření (* 9. Februar 1930 in Frýdštejn, Tschechoslowakei; † 12. Februar 2021) war ein tschechoslowakischer Journalist und Politiker der Kommunistischen Partei KSČ (Komunistická strana Československa), der unter anderem zwischen 1983 und 1989 Chefredakteur des KSČ-Zentralorgans Rudé právo war.

## Leben
Zdeněk Hoření wurde 1954 Redakteur des KSČ-Zentralorgans Rudé právo und war zwischen 1962 und 1968 Auslandskorrespondent von Rudé právo in Moskau. Nachdem er 1969 kurzzeitig stellvertretender Chefredakteur der Zeitschrift Tribuna war, war er zwischen 1969 und 1983 stellvertretender Chefredakteur von Rudé právo. 1970 wurde er mit dem Tschechoslowakischen Journalistenpreis (Československá novinářská cena) ausgezeichnet. Er war zugleich zwischen 1972 und 1983 Präsident der Journalistengewerkschaft ČSSN (Československý svaz novinářů). Auf dem XV. Parteitag (12. bis 16. April 1976) wurde er Kandidat des Zentralkomitees (ZK) der Kommunistischen Partei KSČ (Komunistická strana Československa). Zugleich wurde er am 23. Oktober 1976 erstmals zum Mitglied des Tschechischen Nationalrates (Česká národní rada) gewählt und gehörte dem Parlament der Tschechischen Sozialistischen Republik, der größeren Teilrepublik der Tschechoslowakei, bis zum 22. Mai 1986 an. 1980 wurde mit dem Orden der Republik (Řád republiky) ausgezeichnet.
Im Januar 1983 wurde Hoření Chefredakteur des KSČ-Zentralorgans Rudé právo und bekleidete diese Funktion bis zum 17. November 1989. Er wurde im Juni 1983 auch Mitglied des ZK der KSČ sowie am 2. Oktober 1984 auch Mitglied des Sekretariats des ZK für Presse und gehörte beiden Gremien nach seiner Wahl auf dem XVII. Parteitag (24. bis 28. März 1986) bis zum 20. Dezember 1989 an. Am 24. Mai 1986 wurde er ferner Mitglied der Föderationsversammlung (Federální shromáždění) und gehörte dem Parlament der Tschechoslowakei bis zum 23. Januar 1990 an. Innerhalb des Parlaments war er Mitglied der Volkskammer (Sněmovna lidu), die sich aus 200 in Wahlbezirken gewählten Mitgliedern zusammensetzte. Im Dezember 1987 übernahm er zudem von Václav David den Posten des Vorsitzenden der Tschechoslowakisch-Sowjetischen Freundschaftsgesellschaft SČSP (Svaz československo-sovětského přátelství), einer Massenorganisation mit 2,5 Millionen Mitgliedern.